# Drzecin
Drzecin (duits: Trettin) is een plaats in het Poolse district Słubicki, woiwodschap Lubusz. De plaats maakt deel uit van de gemeente Słubice en telt ca 300 inwoners.

## Geschiedenis
Het eerste document waar Trettin wordt genoemd dateert uit 1284, toen het dorp onder bestuur viel van de markgraven Otto IV en Waldemar. In 1308 werd het overgenomen door Frankfurt. In mei en begin juni 1422 werd het dorp geplunderd door de Tsjechische Hussieten. In de middeleeuwen was er in het dorp een kerk, waar de ruïnes van bewaard zijn gebleven. Vanaf 1873 maakte het de dorp deel uit van de Pruisische provincie Weststernberg.
Na de Tweede Wereldoorlog kwam Trettin onder Pools bestuur en kreeg het de huidige naam.
In de jaren 1975-1998 behoorde de plaats administratief tot het woiwodschap Gorzów Wielkopolski, sindsdien tot het woiwodschap Lubusz.

## Sport en recreatie
Door deze plaats loopt de Europese wandelroute E11. De route komt vanaf Słubice en vervolgt richting Stare Biskupice.

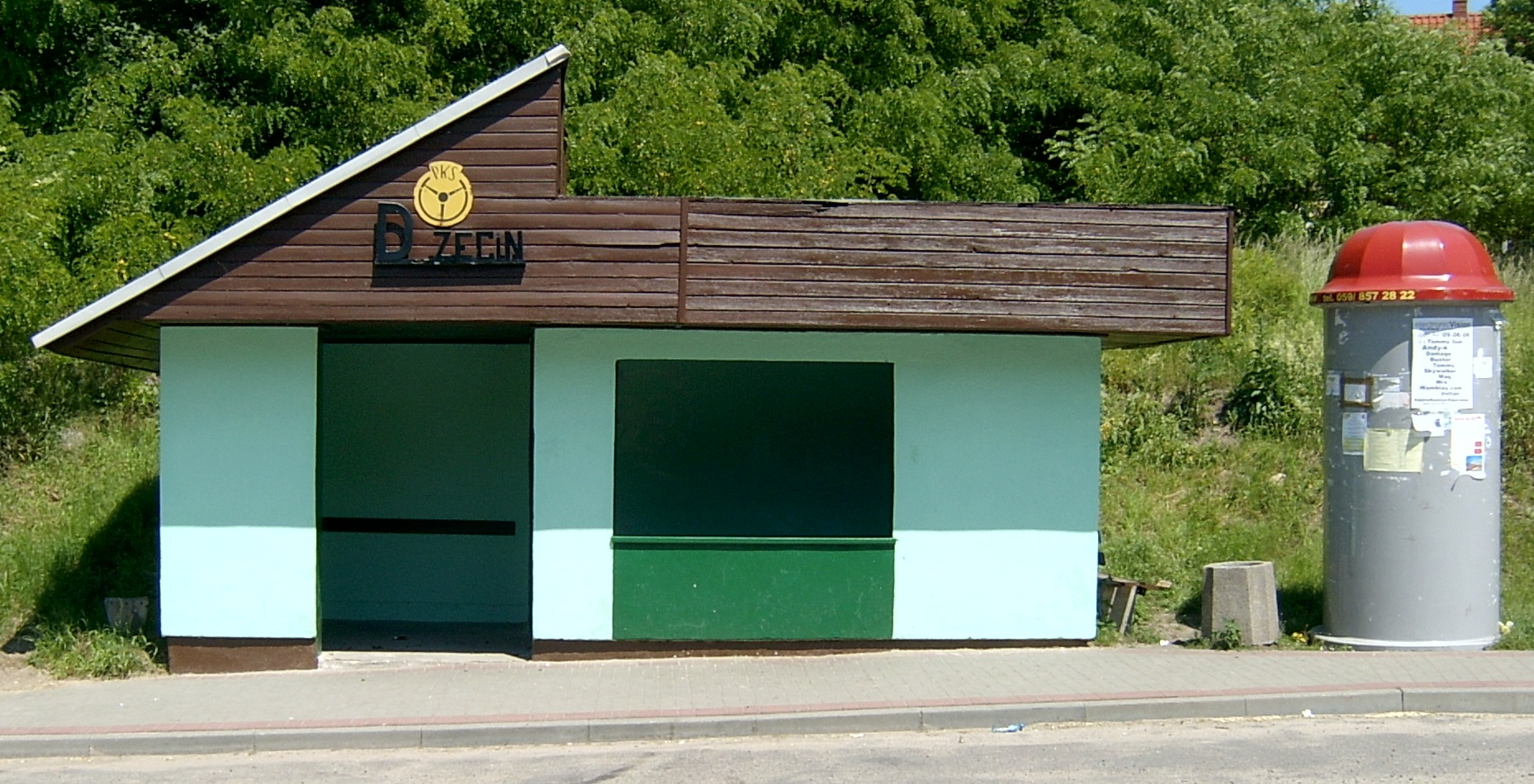
Bushalte
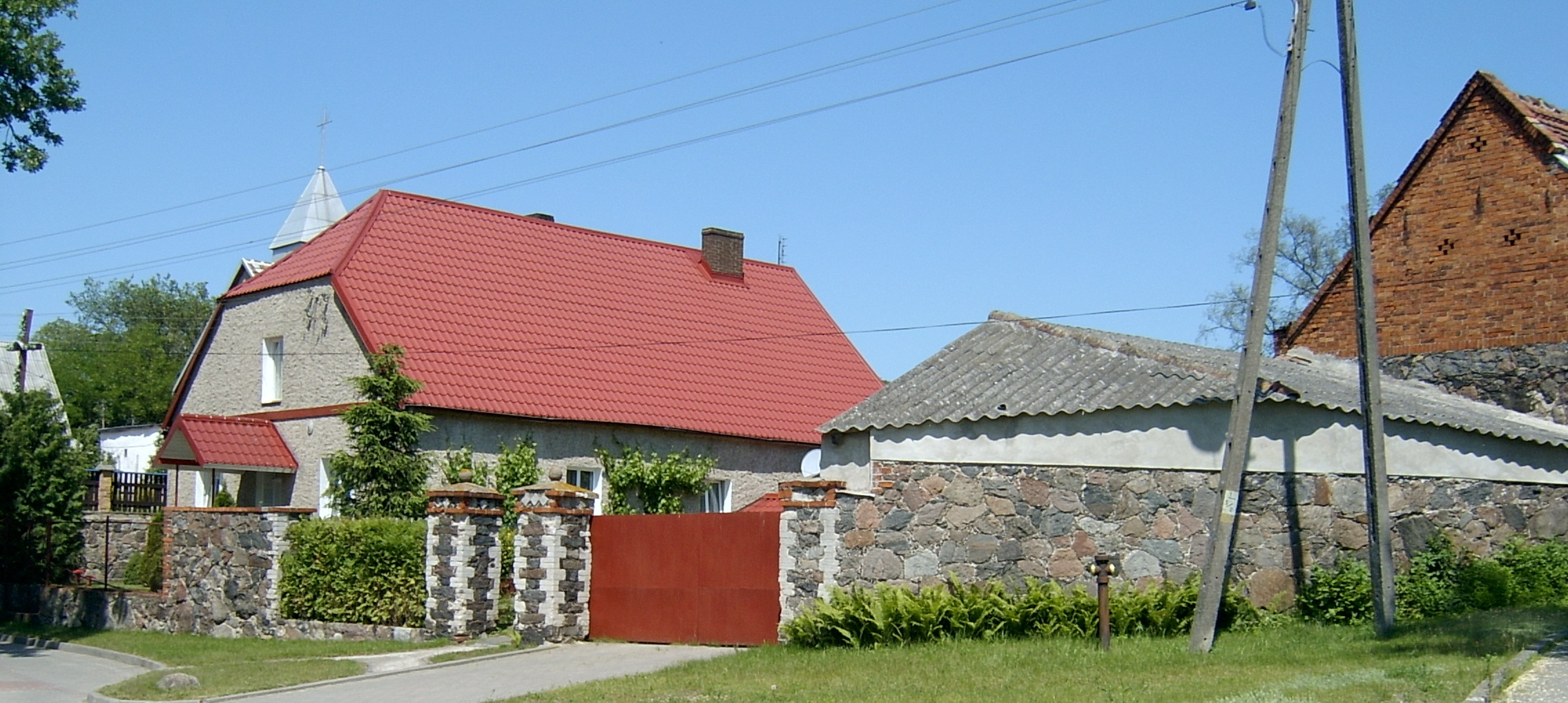
Huizen
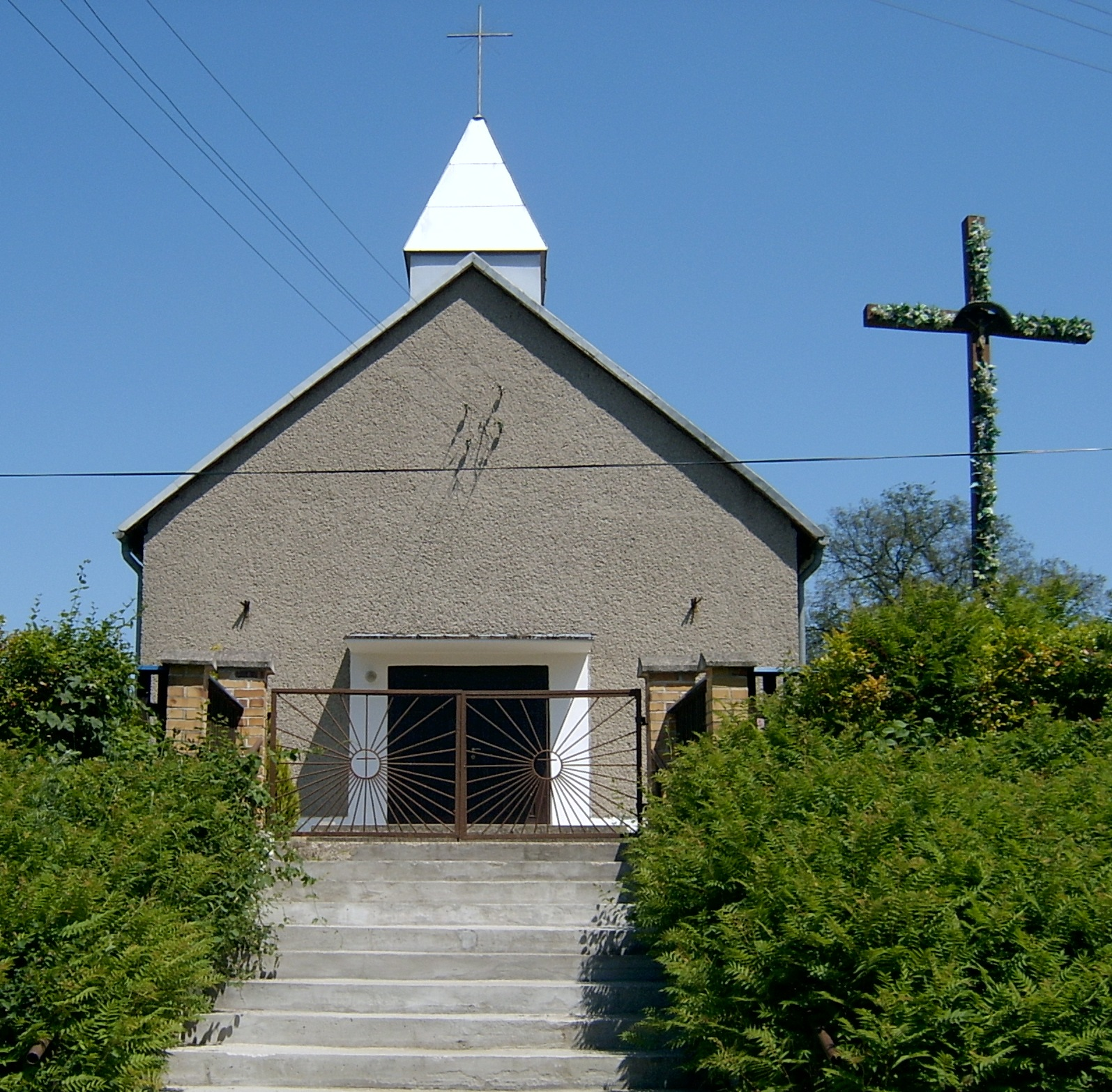
Katholieke kerk